# Parkers Prairie
Parkers Prairie ist ein als City statuierter Ort im Otter Tail County in Minnesota, Vereinigte Staaten. Das U.S. Census Bureau hat bei der Volkszählung 2020 eine Einwohnerzahl von 1.020 ermittelt.

## Geographie
Nach den Angaben des United States Census Bureaus hat der Ort eine Fläche von 3,1 km², die vollständig aus Land besteht.
Die Minnesota State Route 29 und die Minnesota State Route 235 führen durch das Stadtgebiet.

## Demographie
Zum Zeitpunkt des United States Census 2000 bewohnten Parkers Prairie 991 Personen. Die Bevölkerungsdichte betrug 324,3 Personen pro km². Es gab 442 Wohneinheiten, durchschnittlich 144,6 pro km². Die Bevölkerung Parkers Prairies bestand zu 99,39 % aus Weißen, 0,10 % Asian, 0,10 % gaben an, anderen Rassen anzugehören und 0,40 % nannten zwei oder mehr Rassen. 0,61 % der Bevölkerung erklärten, Hispanos oder Latinos jeglicher Rasse zu sein.
Die Bewohner Parkers Prairies verteilten sich auf 401 Haushalte, von denen in 25,4 % Kinder unter 18 Jahren lebten. 50,6 % der Haushalte stellten Verheiratete, 7,5 % hatten einen weiblichen Haushaltsvorstand ohne Ehemann und 40,1 % bildeten keine Familien. 34,7 % der Haushalte bestanden aus Einzelpersonen und in 23,2 % aller Haushalte lebte jemand im Alter von 65 Jahren oder mehr alleine. Die durchschnittliche Haushaltsgröße betrug 2,22 und die durchschnittliche Familiengröße 2,88 Personen.
Die Bevölkerung verteilte sich auf 20,8 % Minderjährige, 6,0 % 18–24-Jährige, 22,9 % 25–44-Jährige, 20,7 % 45–64-Jährige und 29,7 % im Alter von 65 Jahren oder mehr. Das Durchschnittsalter betrug 45 Jahre. Auf jeweils 100 Frauen entfielen 90,9 Männer. Bei den über 18-Jährigen entfielen auf 100 Frauen 85,1 Männer.
Das mittlere Haushaltseinkommen in Parkers Prairie betrug 28.618 US-Dollar und das mittlere Familieneinkommen erreichte die Höhe von 36.042 US-Dollar. Das Durchschnittseinkommen der Männer betrug 28.068 US-Dollar, gegenüber 19.250 US-Dollar bei den Frauen. Das Pro-Kopf-Einkommen belief sich auf 16.748 US-Dollar. 12,2 % der Bevölkerung und 6,0 % der Familien hatten ein Einkommen unterhalb der Armutsgrenze, davon waren 13,6 % der Minderjährigen und 16,3 % der Altersgruppe 65 Jahre und mehr betroffen.

## Söhne und Töchter der Stadt
- Karen L. Nyberg (* 1969), NASA-Astronautin